# North Canton
North Canton est une ville du comté de Stark, dans l’État de l’Ohio. Lors du recensement de 2010, sa population s’élevait à 17 488 habitants. Sa superficie totale est de 16,58 km2.

## Histoire
La communauté voit le jour en 1831 sous la forme d'un village dénommé New Berlin. Sa population est principalement d'origine allemande. William H. « Boss » Hoover déménage son entreprise de tannerie de la ferme familiale vers le centre du village en 1873. En 1908, il commence à fabriquer des aspirateurs, ce qui devient l'activité principale de la compagnie Hoover. Pendant la Première Guerre mondiale, il devient mal vu d'être associé à quoi que ce soit d'allemand, raison pour laquelle la communauté change le nom du village en North Canton en 1918.
La société Hoover est devenue le plus grand fabricant mondial d'aspirateurs en 1933. La Jeune Chambre économique de North Canton est créée en 1951. En 2007, la société Hoover ferme officiellement ses portes. L'ancien bâtiment de la société Hoover a été acheté en 2010 pour des projets résidentiels, éducatifs et de loisirs. Il est finalement vendu par tranches en 2013 pour être transformé en centre commercial et en appartements.

## Source
- (en) Cet article est partiellement ou en totalité issu de l’article de Wikipédia en anglais intitulé « North Canton, Ohio » (voir la liste des auteurs).